# تایو آتینو
تایو آتینو (انگلیسی: Taiwo Atieno؛ زادهٔ ۶ اوت ۱۹۸۵) بازیکن فوتبال اهل بریتانیا است.
از باشگاه‌هایی که در آن بازی کرده است می‌توان به باشگاه فوتبال دارلینگتون، باشگاه فوتبال لوتون تاون، باشگاه فوتبال تورکی یونایتد، باشگاه فوتبال نانیتون تاون، باشگاه فوتبال روچدیل، باشگاه فوتبال استیونج، باشگاه فوتبال کیدرمینستر هاریرس، باشگاه فوتبال داگنم و ردبریج، باشگاه فوتبال بارنت، باشگاه فوتبال تاموورث، و باشگاه فوتبال والسال اشاره کرد.
وی همچنین در تیم ملی فوتبال کنیا بازی کرده است.